# Erica galioides
Erica galioides är en ljungväxtart som beskrevs av Jean Louis Marie Poiret. Erica galioides ingår i släktet klockljungssläktet, och familjen ljungväxter. Inga underarter finns listade i Catalogue of Life.

## Bildgalleri

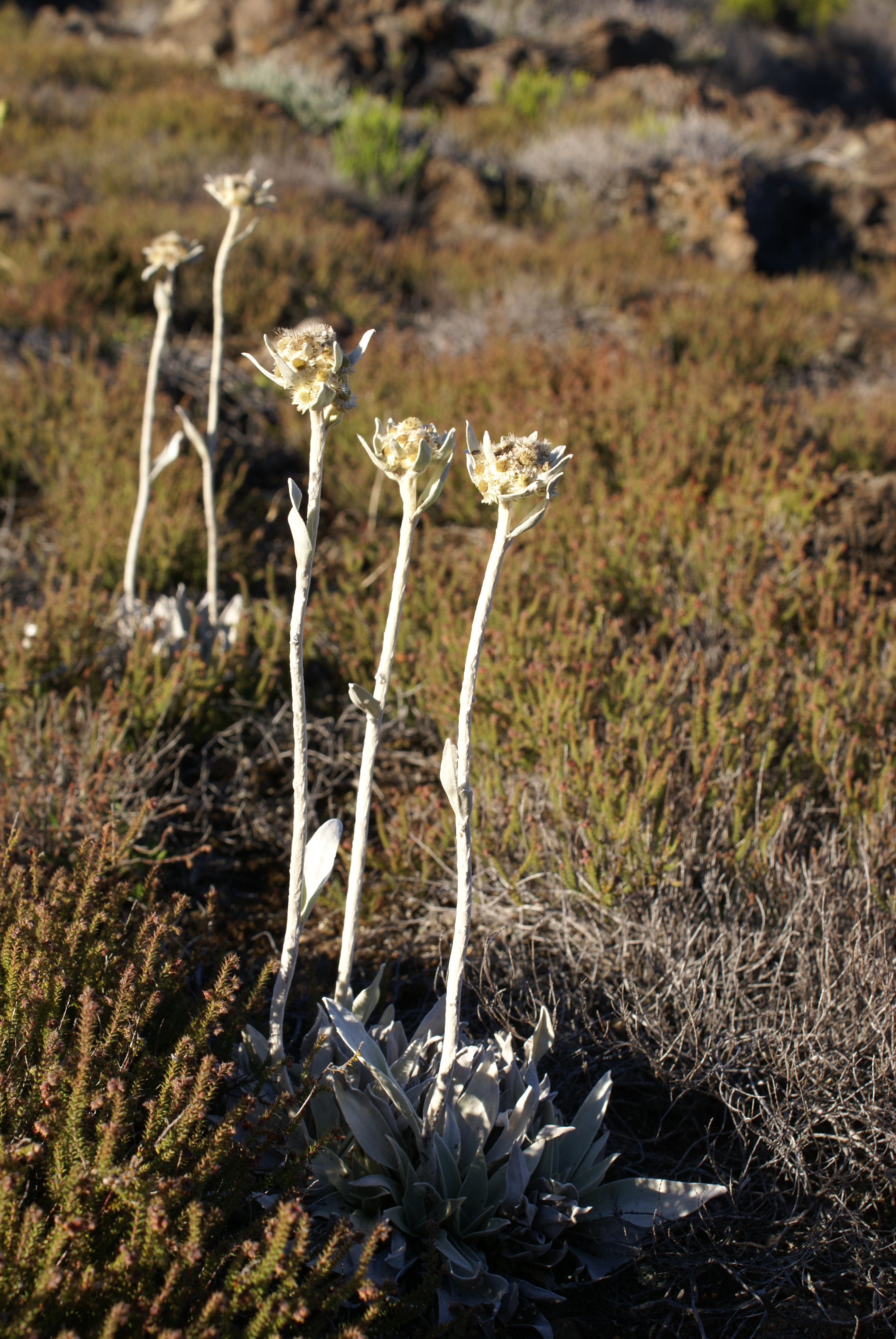
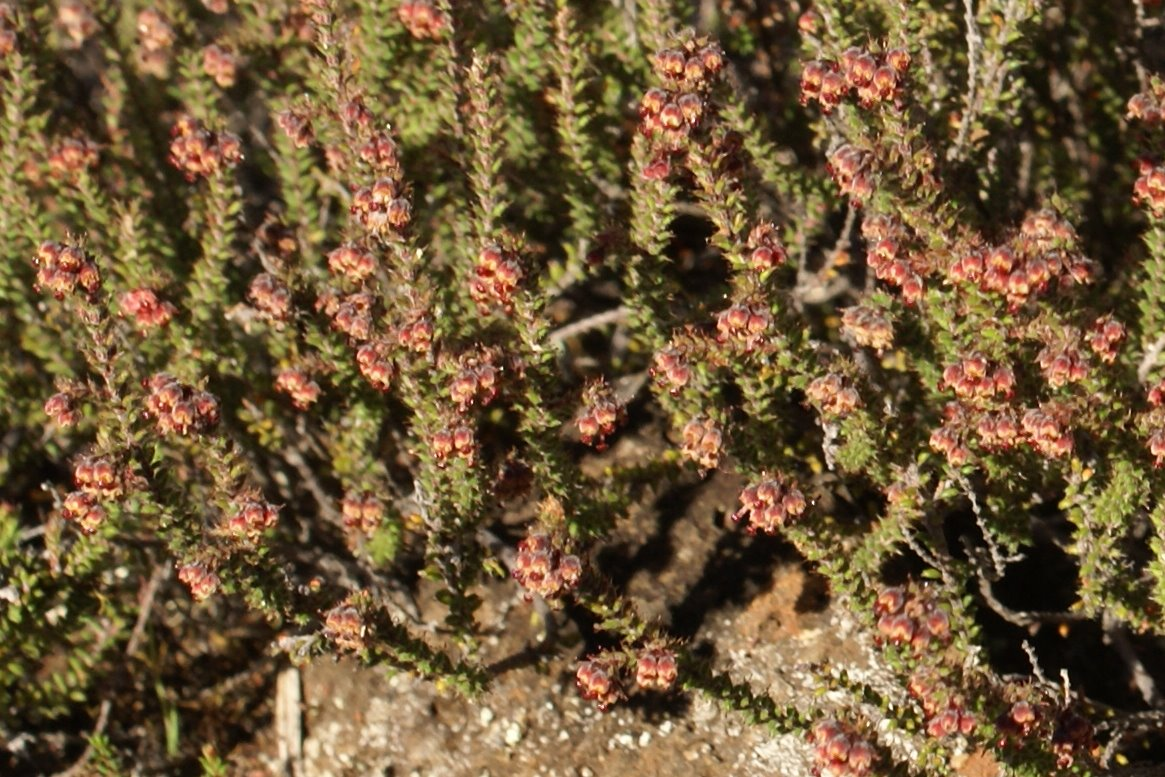
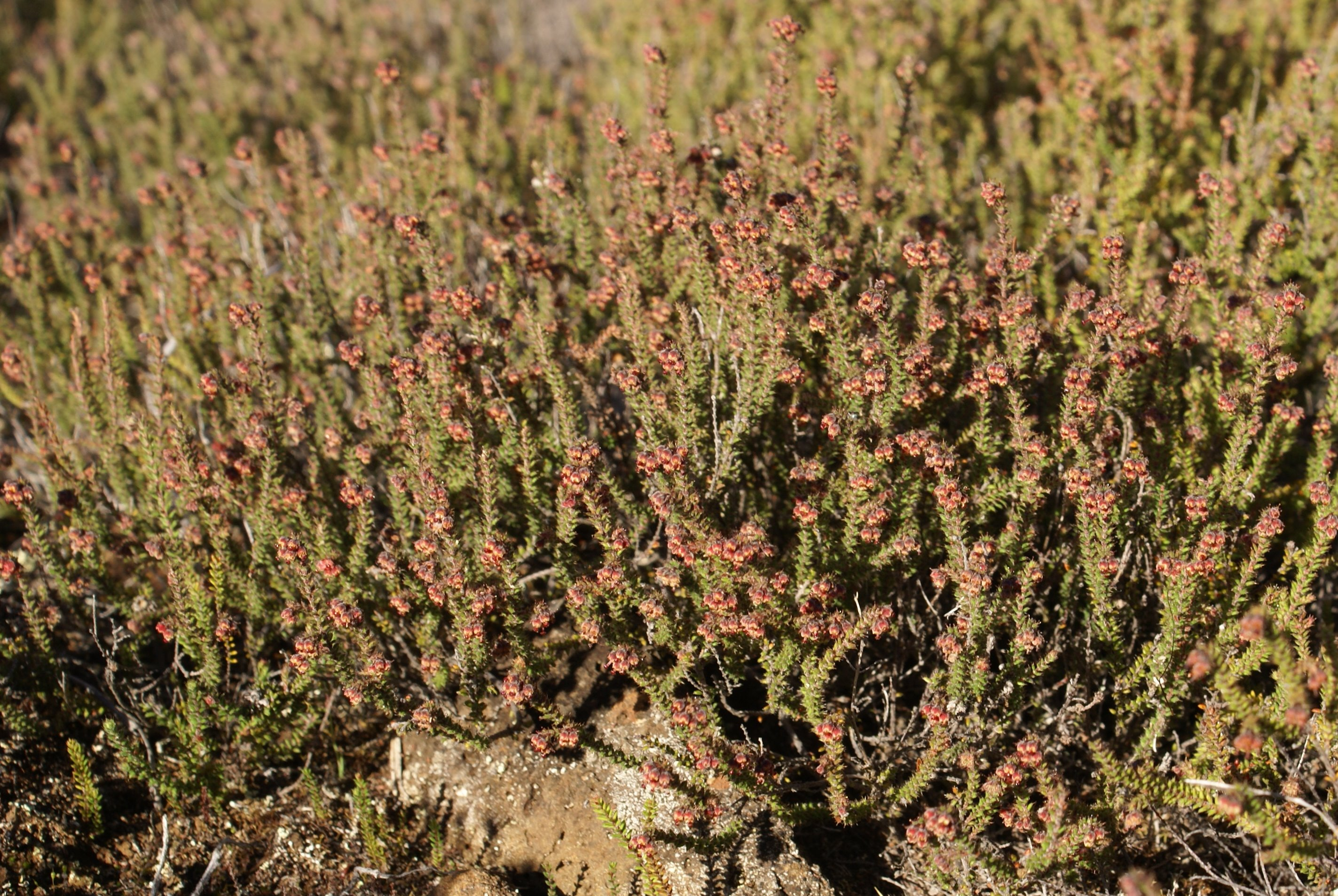
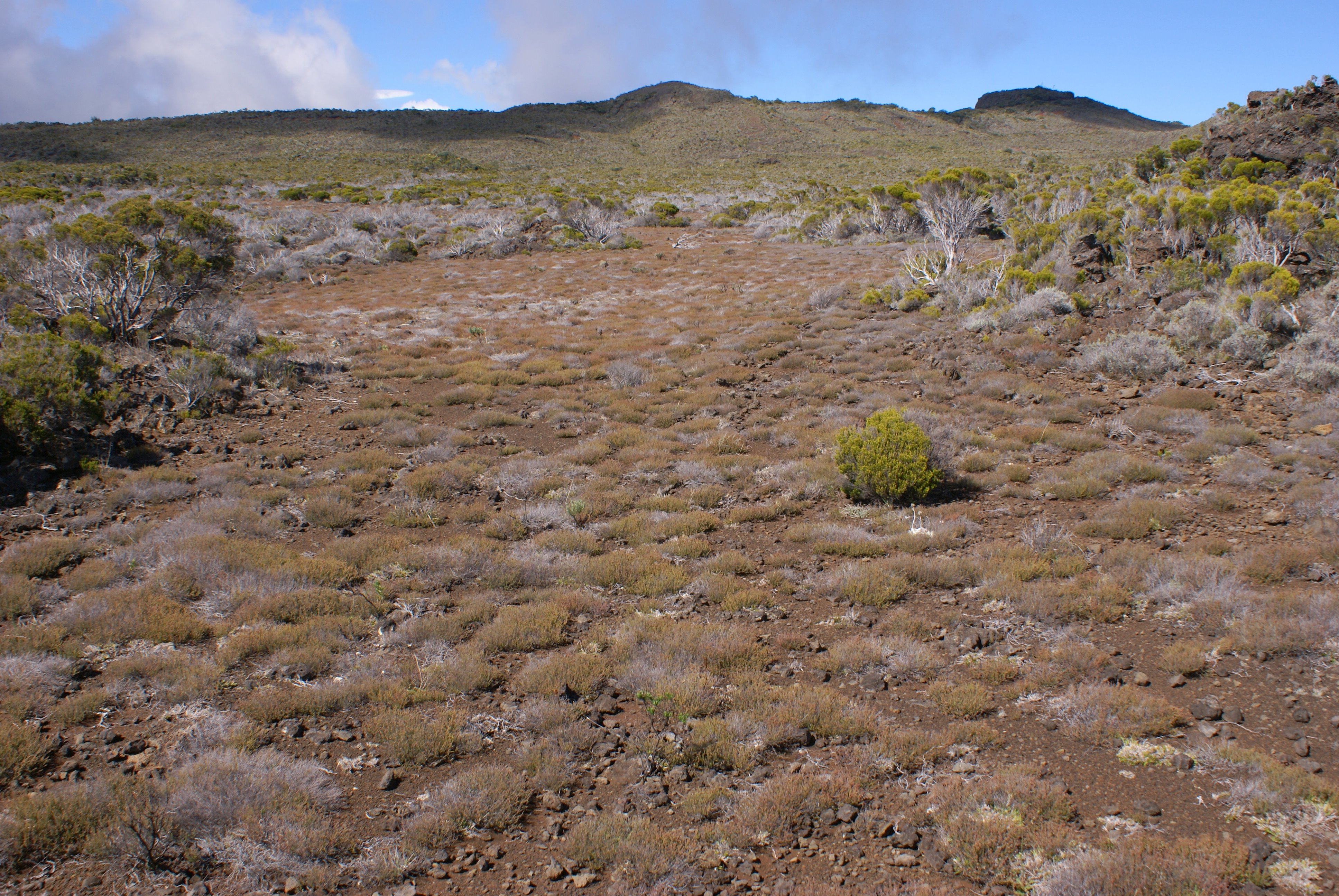